# Berliner Weiße

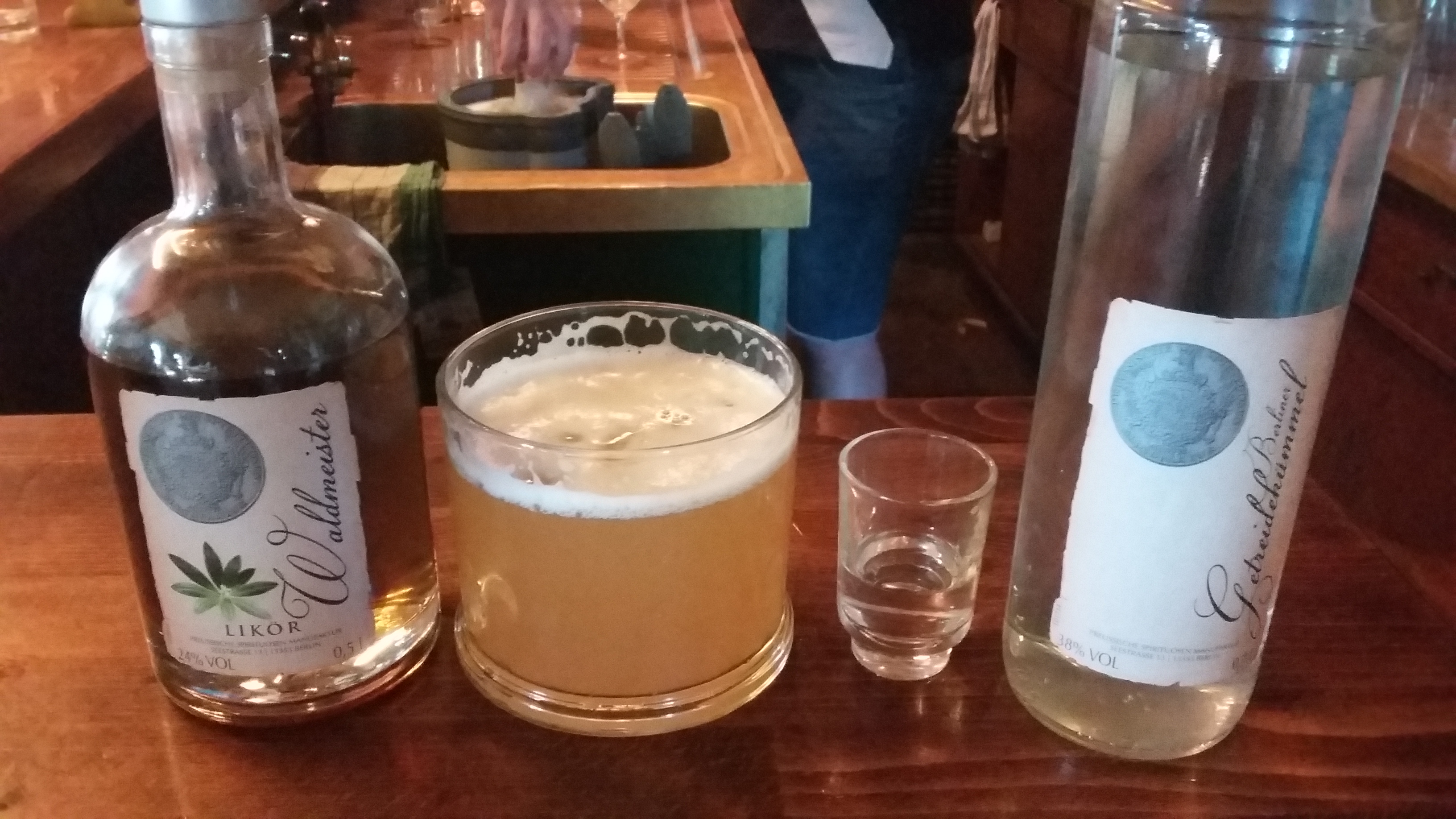

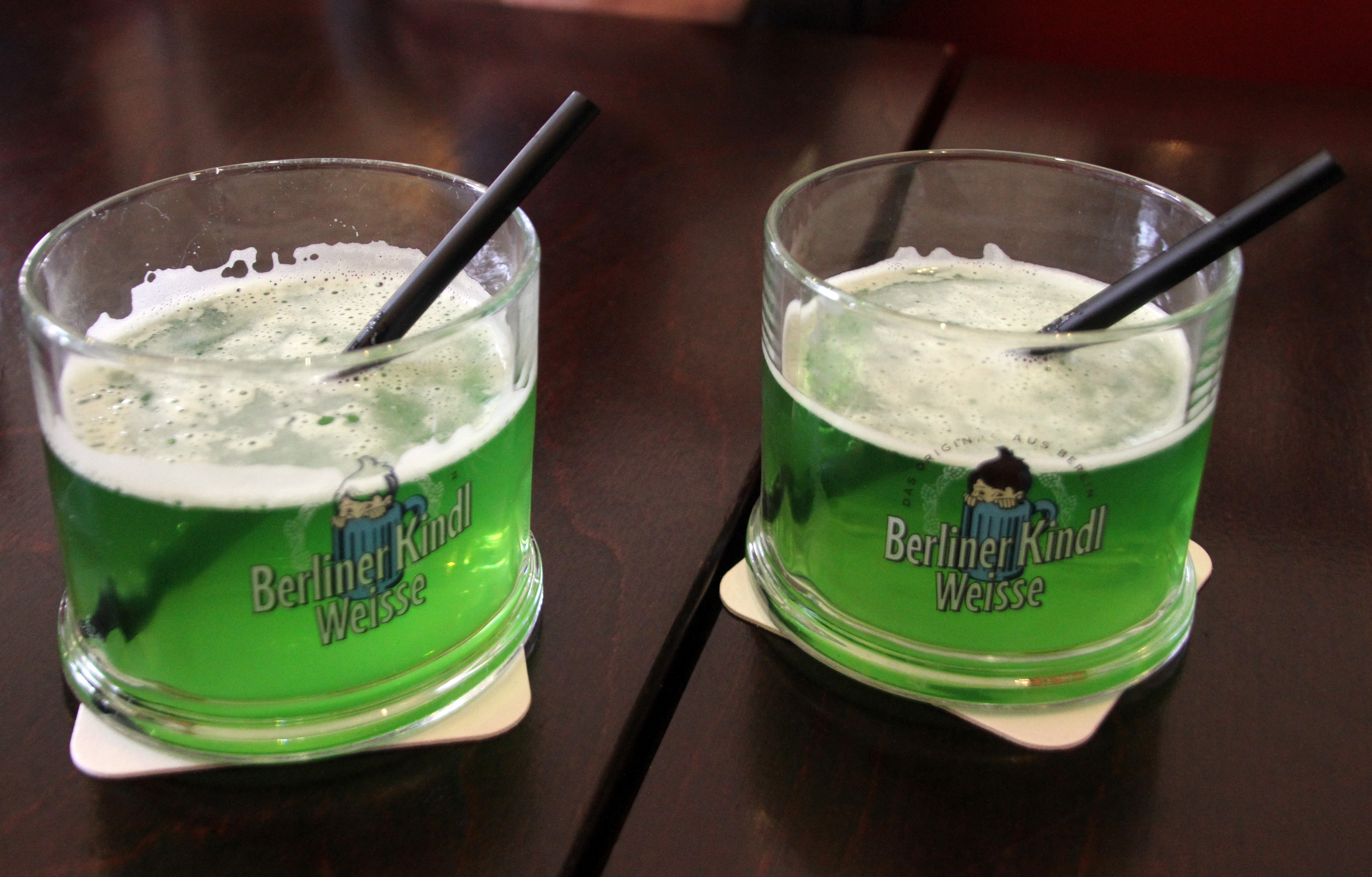
Con sirope de aspérula

Berliner Weiße es un tipo de cerveza blanca (Weißbier) de elaboración según la receta de las comarcas de Berlín, Alemania con un contenido alcohólico entre 2,5% a 3% y de color ligeramente algo turbio. La primera mención de la receta procede del año 1642 por J. S. Elsholz. Se toma pura o "con chorrito" (mit Schuss) de jarabe de aspérula (verde), o de frambuesa (roja).
Se puede hacer de combinaciones de cebada y trigo malteados, con la estipulación de que las maltas se hornean a temperaturas muy bajas para minimizar la formación de color. La fermentación se realiza con una mezcla de levadura y bacterias del ácido láctico, un requisito previo que crea el sabor del ácido láctico, una característica distintiva de la Berlin Weisse.
A fines del siglo XIX, Berliner Weisse era la bebida alcohólica más popular en Berlín, con hasta cincuenta cervecerías que la producían. A fines del siglo XX, solo quedaban dos cervecerías en Berlín que producían la cerveza. Sin embargo, hay muchos cerveceros estadounidenses y canadienses que hacen una cerveza de estilo similar y le dan a su producto la etiqueta Berliner Weisse.